# Ohangaron
Ohangaron (ou Okhangaron) est une ville d'Ouzbékistan, chef-lieu du district d'Ohangaron, dans la province de Tachkent.

## Géographie
Ohangaron est située à 50 km au sud de Tachkent et à 30 km au nord de la frontière avec le Tadjikistan, sur la rive droite de l'Angren.
En 2010, sa population était estimée à 39 295 habitants.